# Ochrothripa
Ochrothripa is een geslacht van vlinders van de familie visstaartjes (Nolidae), uit de onderfamilie Chloephorinae.

## Soorten
- O. leptochroma Turner, 1902
- O. mesopis Hampson, 1918